# Muçurana
A muçurana ou mussurana, também conhecida como cobra-preta (nome científico: Clelia clelia), é uma das seis espécies do gênero Clelia, sendo uma Pseudoboini. 

## Etimologia
"Muçurana" origina-se do termo tupi muçu-rana, que significa "semelhante ao muçu".

## Nomes vernáculos
- Língua kwazá[4]: dou ou duma

## Descrição
Seus hábitos foram descobertos pelo médico e cientista brasileiro Vital Brasil (1865-1950). Pesquisador do ofidismo, Vital Brazil apresentou, em uma conferência em 1915, um filme, de 1911, mostrando a luta de uma muçurana contra uma jararaca.
Pertence a família Dipsadidae. Seu porte vai de pequeno a médio,podendo chegar a medir 2,40 metros de comprimento quando alcançar a vida adulta. A sua coloração varia de acordo com a idade, possuindo uma coloração rosada com cabeça escura, quando jovem, e quando adultos são preto azuladas com uma faixa branca na parte ventral.
Apresenta veneno na sua peçonha mas não apresenta risco ao ser humano.

## Distribuição Geográfica e Habitat
Possui hábitos diurnos, além de seu habitat preferido ser em lugares com vegetação densa, ao nível do solo. Em algumas regiões, é comum os agricultores criarem muçuranas como animais de estimação, na finalidade de diminuir o número de acidentes com cobras peçonhentas que atacam tanto os animais domésticos como o gado.
Em meados de 1930, houve um plano brasileiro para produzir e liberar uma grande quantidade de cobras muçuranas para controlar a quantidade de jararacas, mas não foi satisfatório. É encontrada nas áreas do centro,sudeste e sul do Brasil, Paraguai e nordeste da Argentina, porém também há registros dessa mesma espécie no Rio Grande do Sul.

## Alimentação
Conhecida entre os estudiosos como a "cobra do bem" ou "limpa-campo" devido a sua alimentação ser baseada em lagartos e pequenos roedores como ratos. Porém, ao se sentir ameaçada reagirá com agressividade, mesmo apesar de não representar ameaça para os seres humanos, poderá atacar mordendo com seus 10 a 15 dentes fortes na parte de trás da boca ou sufocando. Outras cobras como cascavéis e jararacas fazem parte da sua dieta alimentar, matando-as por constrição. Sendo imune ao veneno da sua principal presa (Bothrops jararaca) e outras espécies do gênero, porém não é imune ao veneno da cobra-coral. Sendo então considerada uma cobra ofiófaga, devido ao fato de alimentar-se de outras cobras, mas no caso de ausência de suas presas habituais, a muçurana não despreza pequenos mamíferos.

## Estado de Conservação
A muçurana por ser endêmica na região da caatinga, está associada aos solos arenosos das dunas, na margem direita do Rio São Francisco, no estado da Bahia. E encontra-se na categoria de ameaça classificada como 'em perigo' ,devido a desestabilização das dunas em razão da extração de areia e madeira, além da expansão agrícola. 
Na região atlântica paranaense, a muçurana ainda pode ser encontrada com facilidade se compararmos às regiões noroeste e sudoeste do Estado ou do sul e sudeste do Brasil. Porém, é uma espécie que é encontrada em pequenas populações, devido a sua alta especificidade ambiental e dieta alimentar.